# 薩萊馬塔
12°38′N 12°49′W / 12.633°N 12.817°W
薩萊馬塔（法語：Salemata），是塞內加爾的城鎮，位於該國東南部，由凱杜古區負責管轄，是薩萊馬塔省的首府，毗鄰尼奧科羅-科巴國家公園，2013年人口4,751。